# Acanthaluteres brownii
Acanthaluteres brownii is een  straalvinnige vissensoort uit de familie van vijlvissen (Monacanthidae). De wetenschappelijke naam van de soort is voor het eerst geldig gepubliceerd in 1846 door Richardson.